# Kerstin Müller
Kerstin Müller, född den 7 juni 1969 i Halle an der Saale i Tyskland, är en tysk roddare.
Hon tog OS-guld i scullerfyra i samband med de olympiska roddtävlingarna 1992 i Barcelona.